# DeSoto Records
DeSoto Records est une maison de disques américaine basée à Washington, D.C.

## Histoire
DeSoto est fondée en 1989 et est dirigée par le couple Bill Barbot et Kim Coletta (tous deux anciens membres du groupe Jawbox),. Il est d'abord fondé par les membres du groupe Edsel (en) pour sortir leur premier single : My Manacles. Jawbox a ensuite utilisé le nom DeSoto pour son premier EP. DeSoto a sorti plus de 40 disques. Il est distribué par Fontana Distribution.
En 2002, le label décide d'arrêter de sortir de nouveaux disques et se concentre sur son catalogue,. Ils se sont associés à Dischord Records pour rééditer certains des disques de Jawbox.

## Discographie
- The Dismemberment Plan – ! (1995)
- Shiner (en) - Splay (en) (1996)[6]
- The Dismemberment Plan – The Dismemberment Plan Is Terrified (1997)
- Burning Airlines (en) – Mission: Control! (en) (1999)
- The Dismemberment Plan - Emergency & I (en) (1999)
- Juno (en) – This Is the Way It Goes and Goes and Goes (en) (1999)
- Burning Airlines (en) – Identikit (en) (2001)
- The Dismemberment Plan – Change (en) (2001)
- Juno (en) – A Future Lived in Past Tense (en) (2001)
- Shiner (en) – The Egg (en) (2001)[2]
- The Dismemberment Plan – A People's History of The Dismemberment Plan (en) (2003)
- Maritime (en) – Glass Floor (en) (2004)
- Doris Henson – Give Me All Your Money (2005)
- The Life and Times (en) – Suburban Hymns (2005)
- Jawbox – For Your Own Special Sweetheart (en) (2006, réédition de l'album de 1994)[7],[8]
- Jawbox – Jawbox (en) (2006, réédition de l'album de 1996)[9]